# Casa del Dado
La cosiddetta Casa del Dado è un edificio altomedievale che sorge nell'abitato di Ghedi in provincia di Brescia. Deve tale nome al ritrovamento al suo interno di un piccolo dado in avorio scoperto durante lavori di restauro compiuti tra il 1997 ed il 1998. Costituisce uno dei pochi esempi in Ghedi di architettura altomedievale preservatasi e conservata, benché fortemente danneggiata durante la grande nevicata del 1985.

## Storia e descrizione

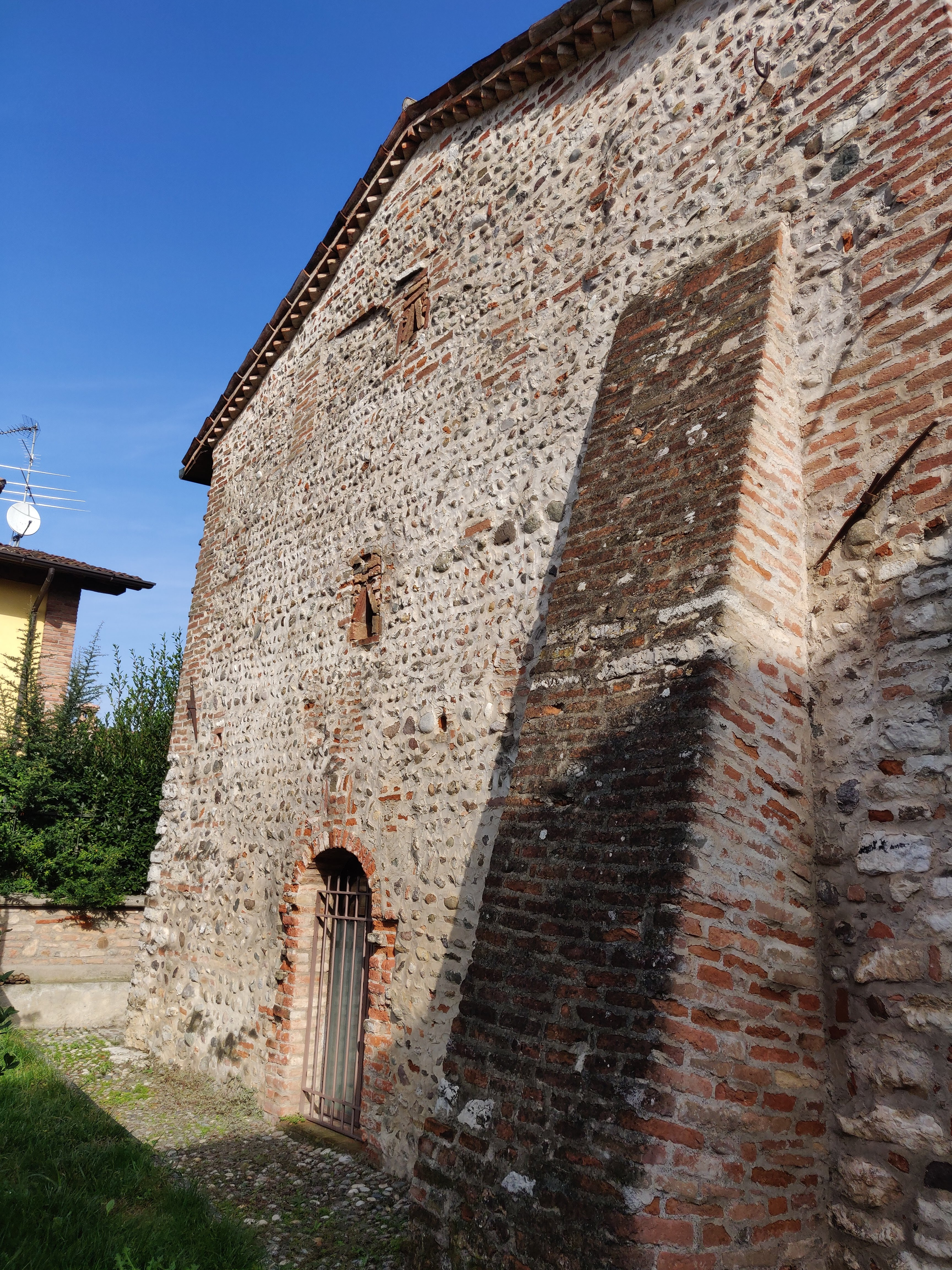
Un dettaglio del lato nord dell'edificio, con in evidenza la struttura esterna del camino

L'edificio, costruito in muratura, presenta stratificazioni che testimoniano un continuo rimaneggiamento della struttura, originariamente edificata come semplice capanna lignea attorno al VII-VIII secolo; durante i lavori di restauro e gli studi topografici dell'edificio sono risaltate, lungo la parete nord, quattro buche che si suppone ospitassero la struttura lignea della primitiva capanna. In questa prima stratificazione, attribuita a stanziamenti di Longobardi, sono stati rinvenuti due rari frammenti di ceramica a stralucido. Verso l'inizio del XIV secolo (quando il borgo di Ghedi fu coinvolto nelle lotte di fazione tra guelfi e ghibellini bresciani) l'edificio subì considerevoli rimaneggiamenti con un ampliamento a pianta rettangolare; costruito in ciottoli, pietrame e frammenti di laterizio con abbondante aggiunta di malta, viene dotato di un accesso sul fronte meridionale, sormontato da un arco di mattoni in doppia ghiera, con bardellone tipicamente trecentesco. Nel corso del XIV secolo vengono costruiti diversi abitati, sempre in muratura, al di fuori della cinta muraria del castello, in concomitanza ad un sempre più importante ruolo giocato da Ghedi nel territorio bresciano, per esempio nei confronti di Cangrande I della Scala: «1361- Can Signore, Padron di Verona, fatto impeto sul Territorio Bresciano ottiene Ghedi con alcuni altri Castelli, i quali ricuperati che furono da Barnabò Visconti, restano demoliti ».
Durante l'epoca rinascimentale la struttura fu ulteriormente modificata, in virtù della sua vicinanza al palazzo Orsini, fatto costruire dal generale della Serenissima Niccolò Orsini come sua dimora: questo periodo di fervore architettonico per il borgo coinvolse anche il modesto edificio, che fu rafforzato agli angoli delle murature e reso molto più solido, essendo anche alzato, al contempo, il solaio e di conseguenza il tetto. È stata inoltre rinvenuta negli scavi la pavimentazione interna dell'epoca, costituita da uno strato di varie malte e frammenti di coppo, sui quali sono state disposte diverse argille, come era uso nel periodo.
Nel XVI secolo l'entrata al piano terra è stata colmata per ricavare il camino e fu probabilmente cambiata la funzione del piccolo edificio, quasi sicuramente come un magazzino per la cascina limitrofa il palazzo di Niccolò Orsini. Nel XIX secolo la struttura è stata definitivamente utilizzata come stalla per animali, fino ad essere completamente abbandonata e cadere in disuso; è stata successivamente restaurata, studiata da un punto di vista storico e topografico (con un interesse diretto della soprintendenza archeologica della Lombardia), e riqualificata dal Gruppo archeologico di Ghedi (sotto l'associazione Proloco Ghedi) in concomitanza con il Comune, per poi essere inaugurata nel 2010. La struttura funge da museo per scolaresche, con visite guidate su prenotazione, ed anche occasionalmente per mostre od esposizioni.